# Black and Tans

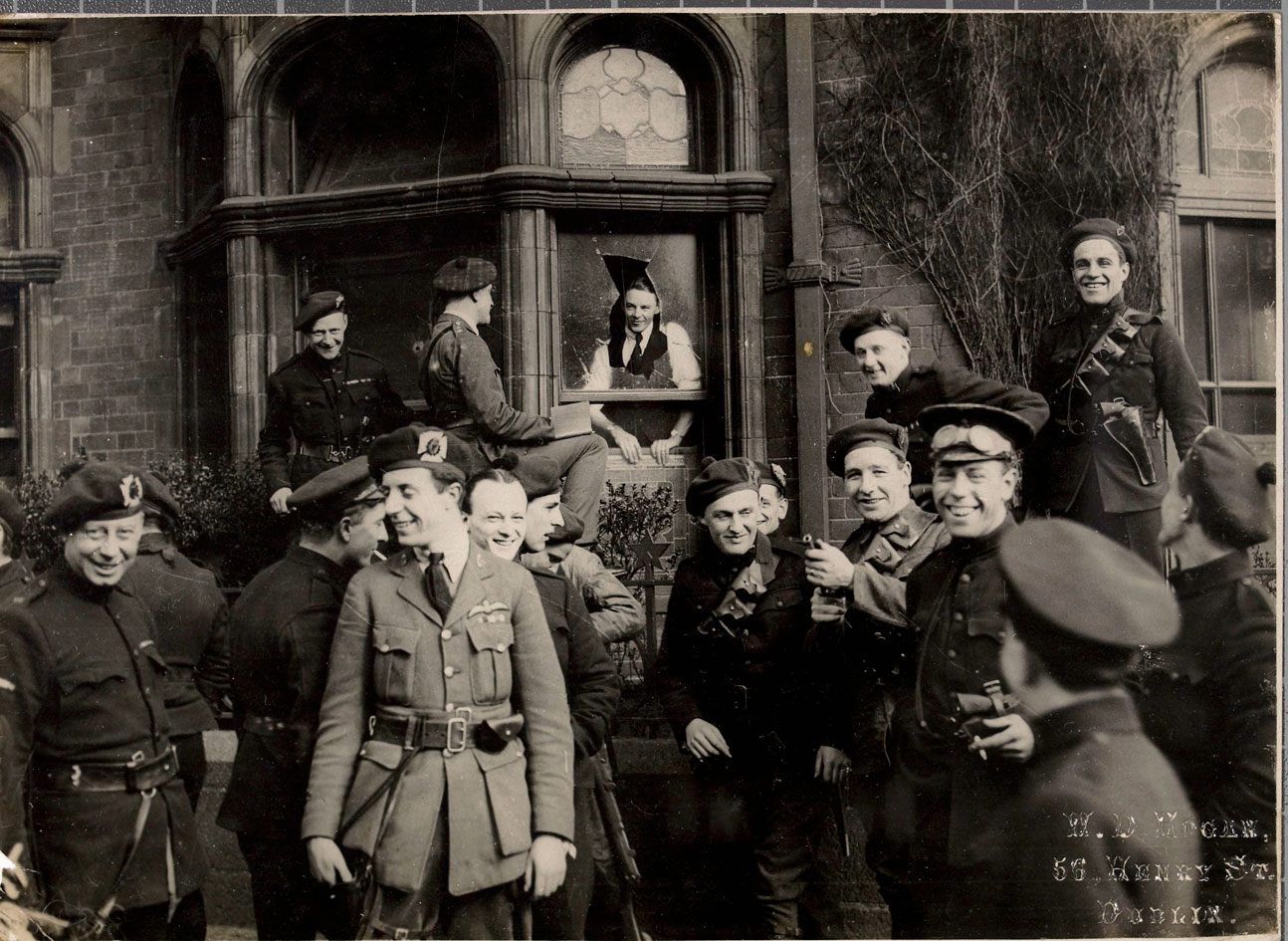
Członkowie Black and Tans i Auxiliary Division przed hotelem w Dublinie po ataku IRA (1921)

Black and Tans (pol. Czarno-Brązowi, irl. Dúchrónaigh, oficjalnie Royal Irish Constabulary Special Reserve) – organizacja paramilitarna walcząca po stronie Wielkiej Brytanii w czasie irlandzkiej wojny o niepodległość. W latach 1920–22 przez jej szeregi przeszło około 7000 ochotników. 

## Historia
Czarno-Brązowi zostali włączeni do działań w Irlandii w 1920 wraz ze znaczącym spadkiem wartości bojowej i morale Royal Irish Constabulary (RIC, pol. Królewska Policja Irlandzka). Black and Tans tworzyli ochotnicy spoza Irlandii, głównie weterani I wojny światowej, powoływani jako tymczasowe wsparcie osobowe dla RIC.
Nazwa Black and Tans przyjęła się od pierwszych mundurów używanych przez członków formacji – zanim jej członkowie otrzymali mundury RIC nosili prowizoryczne uniformy w różnych kolorach, wyraźnie odróżniające ich od regularnych konstabli RIC. 
Głównym przeciwnikiem Czarno-Brązowych była Irlandzka Armia Republikańska (IRA), ale formacja ta wsławiła się brutalnością i wielokrotnymi atakami na cywilną ludność Irlandii. Agresja i niski poziom dyscypliny były spowodowane między innymi krótkim okresem szkolenia Black and Tans wynoszącym trzy miesiące. 21 listopada 1920 Czarno-Brązowi otoczyli stadion Croke Park w Dublinie na którym odbywał się mecz i otworzyli ogień w stronę tłumu, zabijając 12 oraz raniąc 60 osób – wydarzenie to przeszło do historii jako krwawa niedziela. Ich postępowanie wzbudzało niekiedy dezaprobatę tych, którym mieli pomagać – niektórzy członkowie RIC składali rezygnację, w proteście przeciwko postępowaniu Czarno-Brązowych. Do działań Black and Tans krytycznie nastawione były osobistości w Wielkiej Brytanii, między innymi król Jerzy V, biskupi anglikańscy, parlamentarzyści z Partii Pracy i Partii Liberalnej, Zjednoczenie Związków Zawodowych oraz część prasy.  
Sformułowanie „Black and Tans” używane w Irlandii może być obraźliwym określeniem protestantów i Brytyjczyków. Jedna z piosenek republikańskich nosi tytuł Come Out, Ye Black and Tans.
Irlandzka wojna o niepodległość bywa też określana mianem „Black and Tan War”, a przyznawany od 1941 weteranom IRA biorącym w niej udział medal „Cogadh na Saoirse” posiada przywieszkę z dwoma pionowymi pasami w kolorach czarnym i brązowym.